# Тимерхан
Тимерхан — башкирская богатырская народная сказка.

## История
Башкирская сказка «Тимерхан» относится к одному жанру с русской nереводной повестью XVII века и русским фольклорным и лубочным сказкам об Еруслане Лазаревиче. На этот сюжет известны и белорусские сказки. Литературная история сюжета восходит к персидской эпической поэме Фирдоуси «Шах-намэ» (X в.).
Восточный сюжет об Еруславе Лазаревиче был передаваем Руси XVII века устным путём. Не найденный восточный оригинал древней русской рукописной повести представлял собой пересказ тюркских народных сказок. В связи с этим башкирская сказка «Тимерхан» интересна тем, что не находится в контактной связи с восточнославянскими сказками об Еруславе Лазаревиче и представляет собой один из тех пересказов юркских сказок по мотивам «Шах-намэ», который устно бытует у башкир. Сказка одного из тюркоязычных народов, подобная сказке «Тимерхан», послужила в XVII веке источником русской «Повести об Еруславе Лазаревиче».
Сказка записана в 1964 году в деревне Бурангулово Давлекановского района Башкирской АССР фольклористом М. М. Сагитовым от Гульямал Кутлугильдиной.
В этой сказке нашли отражение народные целительские знания. Имя Тимербулат означает крепость и имеет цель сформировать у ребёнка крепкое здоровье. В сказке «Тимерхан» целебным был жир из тела колдуньи Уткуз (огненный глаз). Тимерлан возвращает этим жиром зрение родителям.

## Сюжет
Давным-давно у хана Махмута был визирь Ахметхан. Чтобы жена родила сына он молил аллаха и принес в жертву сорок верблюдов. Родился сын. Его назвали Тимерханом. Сын вырос таким сильным, что бил и калечил сверстников. Родители стали просить визиря изгнать сына, это же сказал ему и Махмут-хан. Тогда сын взял у отца коня и уехал. По дороге он сменил коня на более сильного.
Далее в пути встретил побившего рать молодца. Померились с ним силами. Тимерхан победил, но не стал убивать молодца. Они стали друзьями и разъехались.
Едет дальше Тимерхан и видит на горе ещё один шатер. Заглянул в него и увидел трех девушек-красавиц. Спросив у них, красив ли он, получил ответ, что батыр царя Искандера, Ялалетдин, красивее его и что у царя Асфандияра есть дочь красивее этих девушек.
Тимерхан отправился искать Ялалетдин-батыра. Нашел батыра и сразившись с ним палицей убил его.
Затем отnравился к царю Искандеру. Царь встретил его хлебом-солью и хорошо угостил. Погостив у царя Искандера, Тимерхан отправился к царю Асфандияру. Приехал в столичный город. Возле города на берегу озера находилась привязанная к дереву девушка-красавица. В том озере
жил семиглавый дракон Аждаха. Городское население каждый день приносило ему одну девушку и одного барана. Сегодня пришла очередь дочери царя Асфандияра. Подошел Тимерхан к царевне и стал ждать появления Аждахи из озера. Появился Аждах и бросился к девушке. Тимерхан одним взмахом сабли снес все семь голов чудовища и изрубил на куски. После этого пошел к царю и попросил выдать за него дочь. Царь согласился. Жених решил привезти на свадебный пир своих родителей и отправился домой. А тем временем его город захватило войско соседнего царя.
Тимерхан разгромил врага и встретился с родителями. Но родители были слепы и просили сына для их исцеления убить волшебницу Уткуз и дать им исцелиться её жиром. Отправился Тимерхан на поиски волшебницы Уткуз. В дороге ему попался старик, рассказавший как убить волшебницу — когда она станет палить Тимерлана огнём, то надо прикрыться сковородкой. Тимерлан так и сделал и рассек саблей Уткуз ягодицу, взял два куска её сала и пошел домой. Салом он вернул зрение отцу и матери и повез их на свадебный пир.
После пира он поставил отца царем в соседнем царстве, а сам вернулся в родные края тоже стал царствовать.